# Dewas (distrikt)
Dewas är ett distrikt i Indien.   Det ligger i delstaten Madhya Pradesh, i den centrala delen av landet, 600 km söder om huvudstaden New Delhi. Antalet invånare är 1 563 715.
Följande samhällen finns i Dewas:
- Dewas
- Khātegaon
- Kannod
- Satwās
- Bāgli
- Iklehra
- Loharda